# عدس‌پلو

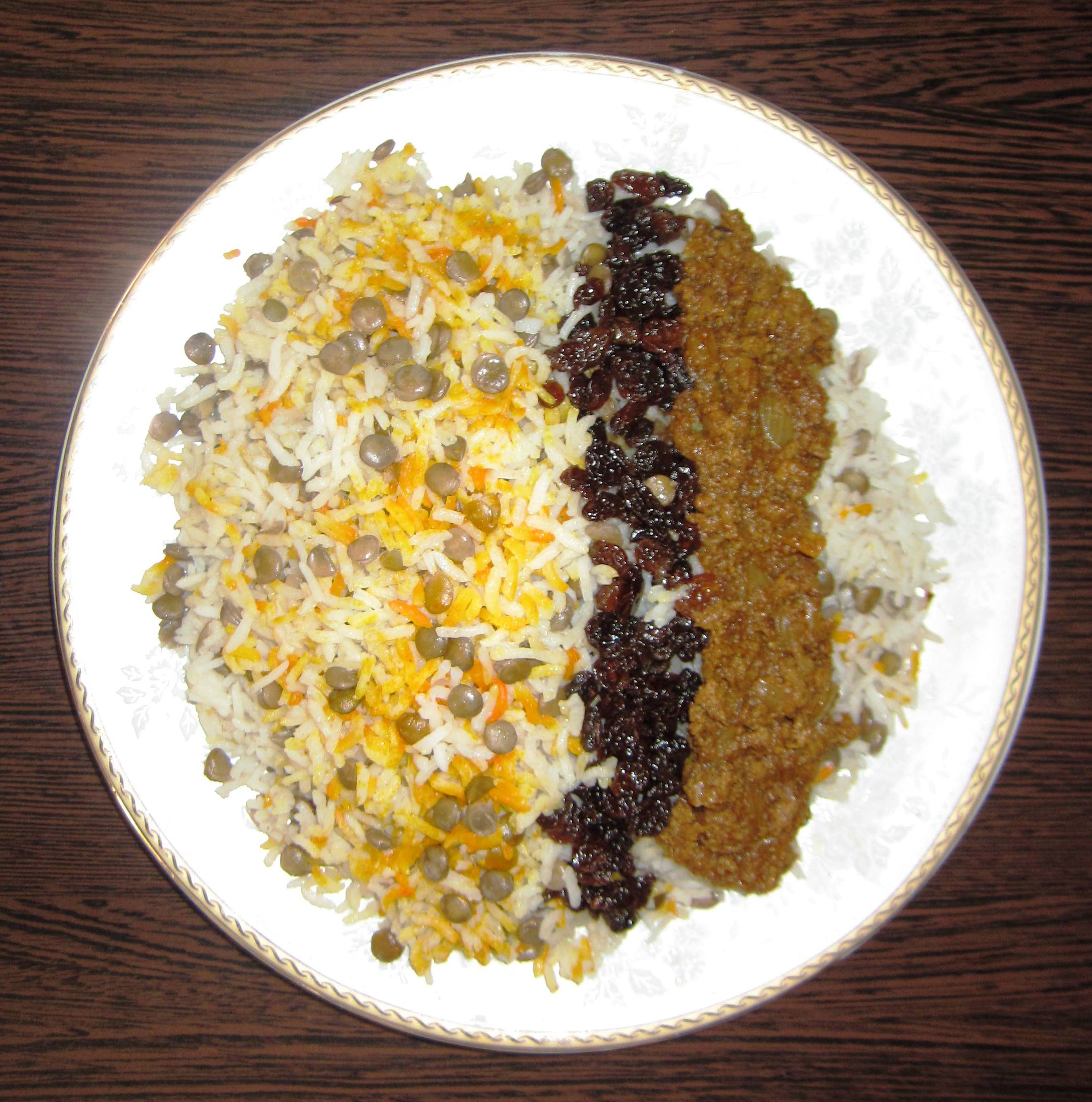
عدس‌پلو، تزئین شده با کشمش

عدس‌پلو یکی از  انواع غذاهای ایرانی است. مواد این خوراک را برنج، عدس، نمک و روغن تشکیل می‌دهد.

## طرز پخت عدس‌پلو
عدس را آب و کمی نمک روی آتش ملایم می‌پزند. سپس آب‌کش می‌کنند و کنار می‌گذارند.
برنج را مانند چلو ساده آب‌کش می‌کنند. مخلوط برنج و عدس را با کف‌گیر روی آب‌روغن می‌ریزند و دیگ را روی شعله می‌گذارند تا دَم بدهد بعد آب‌روغن روی برنج می‌دهند، دَم‌کنی می‌گذارند و شعله را ملایم می‌کنند تا عدس‌پلو دم بکشد. عدس‌پلو را با مرغ یا گوشت پخته، پیازداغ و کشمش هم درست می‌کنند. گاهی هم فقط یک قاشق شکر روی هر بشقاب می‌پاشند. گرد دارچین هم این پلو را معطر می‌کند. در خراسان ۱–۲ قاشق زیره سیاه هنگام دَم کردن به پلو می‌زنند.